# Parti démocrate (Argentine)
Pour les articles homonymes, voir Parti démocrate.
Le Parti démocrate (en espagnol : Partido Demócrata), abrégé PD, est un parti politique conservateur argentin.
Le parti a été fondé en juillet 1931 sous le nom de Parti démocrate national (en espagnol : Partido Demócrata Nacional, abrégé PDN, dans le sillage du coup d’État de septembre 1930, qui renversa le gouvernement constitutionnel du président radical Yrigoyen et dans lequel les conservateurs, écartés du pouvoir depuis 1916, voyaient l’occasion d’une résurgence de leur famille idéologique, le PDN tenta de fédérer ses effectifs, jusque-là dispersés et désunis dans les provinces, en une nouvelle structure qui se voulait l’héritière du Parti autonomiste national. Cependant, le nouveau parti peina à surmonter ses divergences (idéologiques, intergénérationnelles, de pratique politique etc.), à quoi s’ajouta l’ambiguïté initiale du discours d’Uriburu, président du gouvernement provisoire issu de la révolution de 1930, qui en effet oscillait entre un corporatisme fascisant et l’antérieure démocratie de partis, de sorte que le PDN, loin d’apparaître comme un parti national soudé, fera plutôt figure d’alliance flexible, désorganisée et fragmentée entre les diverses forces conservatrices provinciales, et vivra sous la constante menace de la dissolution. Ayant intégré la coalition électorale Concordancia, aux côtés de sécessionnistes de l’UCR et du Parti socialiste, le PDN se hissa au pouvoir à l’issue des élections de novembre 1931, desquels cependant les radicaux avaient été proscrits, mais ne put ensuite s’y maintenir qu’au prix d’une fraude électorale massive, laquelle, quoique parfaitement assumée, se heurtera à la résilience du radicalisme dans la population argentine et jettera le discrédit sur le PDN. Cette période de l’histoire argentine, appelée Décennie infâme, durant laquelle le PDN ne livrera qu’un des trois présidents (Ramón Castillo), se termina abruptement par le coup d’État militaire de 1943 et la dictature qui s’ensuivit. À la proclamation de nouvelles élections pour février 1946, le PDN se verra interdire son incorporation dans l’alliance électorale créée pour affronter Perón et dite Union démocratique, l’UCR, principale composante de cette alliance, lui gardant en effet rancune de ses pratiques frauduleuses de naguère. Cet ostracisme précipitera la désagrégation du parti, qui ne survivra plus que comme un ensemble dispersé de groupements conservateurs dans les différentes provinces, pour finir par disparaître tout à fait en 1958.
En 2019, six partis de district, dont certains fondateurs du PDN historique, ont obtenu la reconnaissance comme parti national sous le nom de « Parti démocrate », bien qu'il se présente également officiellement comme Parti national-démocrate. Carlos Balter a été élu président du parti le 14 décembre 2019, étant le premier président du Parti national-démocrate depuis le départ de Reynaldo Pastor en 1951.

## Histoire

### Fondation
Le Parti démocrate national (PDN) vit le jour en 1931 et se voulut le successeur du Parti autonomiste national, qui dirigea l’Argentine sans interruption de 1874 à 1916. S’organisant sur la base des partis conservateurs provinciaux, le PDN eut à sa tête des personnalités politiques telles que Julio Argentino Roca (fils) et Guillermo Rothe (du Parti démocrate de Córdoba), Manuel Fresco et Rodolfo Moreno (du puissant Parti conservateur de Buenos Aires), Ricardo Videla et Gilberto Suárez Lago (du Parti libéral de Mendoza), Robustiano Patrón Costas (du Parti démocrate progressiste de Salta), etc.
Cependant, les dissensions et la désunion régnaient dans les rangs conservateurs, tant aux échelons provinciaux qu’au niveau national, et la tâche de mettre en place une nouvelle force politique capable d’incarner les idéaux septembriens, c’est-à-dire les aspirations ayant sous-tendu le coup d’État militaire du 6 septembre 1930, se révéla ardue. Cet événement avait bouleversé le paysage politique argentin non seulement en ce qu’il évinça des sphères du pouvoir le radicalisme, mais aussi en ce qu’il allait jusqu’à mettre en cause la légitimité de l’expérience démocratique. Face aux abus du gouvernement d’Yrigoyen et au discrédit dans lequel il était tombé, le mouvement de septembre se proposait d’opérer un changement radical dans la vie politique nationale, et dans cette perspective, le conservatisme entendait bien s’ériger en un acteur incontournable dans la conjoncture nouvelle. Les conservateurs étaient les premiers à s’aviser des bénéfices qu’ils pourraient retirer du contexte révolutionnaire, propice à leur permettre de récupérer le terrain perdu face à la « machine » radicale. C’est pourquoi les conservateurs se hâtèrent de mettre sur pied un parti national en mesure d’agglutiner les différentes forces conservatrices provinciales, à l’effet de se poser en héritiers civils du récent coup d’État. 
Dans les provinces de l’intérieur, une fois survenue la révolution de septembre 1930, les forces politiques provinciales s’engagèrent aussitôt dans la lutte pour les dépouilles du régime déchu. Les incessantes victoires électorales du radicalisme et les concomitantes défaites des groupes conservateurs locaux depuis 1916 avaient enseigné aux politiciens provinciaux les conséquences qu’entraînaient la désunion et la dispersion, et il s’agissait à présent de chercher l’harmonie entre les différentes mouvances rivales mais idéologiquement proches, et de construire une force permettant de récolter les fruits politiques de la chute de l’yrigoyénisme.  
Le premier défi pour les conservateurs sera de se positionner vis-à-vis du tortueux processus politique inauguré par la Révolution de septembre, processus qui oscillait entre d’une part la mise en œuvre d’une réforme constitutionnelle appelée à donner corps au projet corporatiste d’Uriburu, et d’autre part le retour à la normalité institutionnelle, c’est-à-dire au précédent régime particratique placé sous l’empire du suffrage universel. Dans le contexte de cette ambiguïté, et pendant que le nouveau parti conservateur en était au stade de sa formation au niveau national, les rênes de l’organisation étaient principalement aux mains des conservateurs de la province de Buenos Aires, qui dès lors s’employaient à ranger derrière eux les groupes conservateurs des provinces de l’intérieur, en tentant de surmonter les divisions et les fractures qui sévissaient largement dans le monde du conservatisme argentin.
Ce nonobstant, la fondation vers le milieu de 1931 du PDN ne signifiera pas la mise sur pied d’une force politique soudée et agissant toujours en accord avec les consignes de la direction du parti. Plutôt que comme un parti national, le PDN se constituera de fait comme une alliance flexible entre les diverses forces conservatrices provinciales, chacune gardant ses caractéristiques intrinsèques et son propre espace d’action.

### La Décennie infâme
Ainsi, le radicalisme expulsé du pouvoir en 1930 par un coup d’État militaire, les démocrates-nationaux saisirent-ils l’occasion de constituer un grand parti national appuyé sur les structures de l’État et sur un réseau d’influences régionales et municipales autour d’avocats de grand talent oratoire et de caudillos enracinés localement. 
Le nouveau parti conservateur sut s’imposer comme le parti dominant au sein de la Concordancia, alliance politique qui regroupait, outre le PDN, l’Union civique radicale antipersonnaliste (abritant des transfuges anti-yrigoyénistes de l’UCR) et le Parti socialiste indépendant, et qui, grâce à la pratique ouverte et massive de la fraude électorale (dite fraude patriotique), gouverna l’Argentine entre 1932 et 1943, période de l’histoire argentine connue sous la dénomination de Décennie infâme. Cependant, au fur et à mesure que s’amplifiait l’hostilité des citoyens envers le système de la fraude patriotique, le PDN vit sa sphère d’influence progressivement se rétrécir. En particulier, la défaite des démocrates-nationaux de Córdoba en novembre 1935, puis l’intervention fédérale (c’est-à-dire la mise sous tutelle directe d’une province par le gouvernement central) dirigée contre la province de Buenos Aires, lors de laquelle le gouverneur Manuel Fresco fut écarté du pouvoir provincial le 7 mars 1940, provoqua un glissement graduel de la prise de décision politique des dirigeants démocrates vers les radicaux antipersonnalistes. La situation ne s’inversera que lorsque Ramón Castillo, ancien doyen de l’université de Buenos Aires et dirigeant conservateur de Catamarca, fut investi en juin 1942 des pleines prérogatives présidentielles à la suite du décès de son prédécesseur le général Agustín P. Justo.

### Révolution de 1943 et péronisme
Le coup d’État du 4 juin 1943, connu sous la dénomination de Révolution de 43, et les subséquentes interventions fédérales à l’encontre des provinces qui dans les faits mirent fin à la politique des partis, auront pour effet de désorganiser les démocrates-nationaux.
En octobre 1945, après que le pouvoir militaire eut décidé, au terme de deux années de dictature, de convoquer des élections pour le 24 février 1946, l’UCR s’opposa à ce que le PDN pût rejoindre l’Union démocratique (UD), alliance électorale mise sur pied pour affronter le péronisme auxdites élections. Quoique les instances nationales du PDN eussent donné à leurs sympathisants la consigne de voter pour le binôme José P. Tamborini / Enrique Mosca de l’UD, l’absence de candidats présidentiels propres entraînera la fragmentation du PDN, et l’on verra même de nombreuses personnalités de premier plan du parti voter pour le duo Juan Perón / Hortensio Quijano. L’unique député du PDN qui réussit à se faire élire en 1946 était Reynaldo Pastor, qui en 1951 sera désigné candidat conservateur à la présidence, en binôme avec Vicente Solano Lima.
Comme représentant d’une génération politique en repli, le PDN, après avoir donc été proscrit de la coalition Union démocratique en 1946, commença à décliner comme force politique nationale, mais survécut néanmoins au niveau local dans quelques provinces, en tant que Partido Demócrata de Mendoza ou que Partido Demócrata de la Ciudad de Buenos Aires. En particulier, au lendemain du coup d’État de septembre 1955 qui renversa Perón et instaura la subséquente dictature autodénommée Révolution libératrice (1955-1958), la structure nationale du PDN se fractionna en plusieurs groupements politiques, parmi lesquels, à partir de 1958, le Parti conservateur populaire — dont le candidat Vicente Solano Lima sera élu éphémère vice-président de la Nation argentine (au côté d’Héctor Cámpora) aux élections présidentielles de mars 1973 —, le Parti démocrate (de Mendoza) et le Parti démocrate du centre.

## Idéologie et tensions internes
Les tenants de l’union des forces conservatrices argentines, s’exprimant au travers d’un manifeste paru en décembre 1930, déclaraient que le moment était arrivé de la reconstruction salvatrice du pays après le « désastre » qu’avait représenté le radicalisme et qu’il incombait aux forces anti-radicales de mener à bien cette œuvre, c’est-à-dire en particulier d’accomplir une épuration démocratique de l’action politique, de permettre la résurrection de la vie institutionnelle, et de rénover les valeurs — ce pourquoi il était nécessaire de fédérer tous les efforts sous l’égide d’une seule entité politique organique conservatrice, destinée à accueillir tous les hommes sans distinction de leurs anciennes allégeances politiques. Pour que ses membres puissent s’identifier avec la révolution septembrienne, l’on souligna notamment que celle-ci ne constituait pas « une mutinerie de caserne, ni une émeute occasionnelle », mais représentait « un mouvement de civisme forgé dans les foyers argentins ».
Aux lignes de fracture qui existaient au sein du camp conservateur argentin antérieurement à la révolution de 1930 viendra s’ajouter l’ambiguïté de la position du président du gouvernement provisoire, José Félix Uriburu, ambiguïté transparaissant en particulier dans son fameux discours à l’École supérieure de guerre. Si pour les uns ce discours dessinait la perspective d’une réforme constitutionnelle donnant corps à un régime corporatiste, pour les autres il reflétait certes le désir du gouvernement provisoire d’en finir avec la « démagogie yrigoyéniste », mais dans un contexte où les partis politiques continueraient de se réserver un rôle de premier plan. On retrouve donc dans ce discours la flagrante ambivalence du gouvernement d’Uriburu, qui se débattait alors entre deux lignes d’action : l’une visant à une restauration de l’antérieure particratie, certes moyennant refonte des partis, et l’autre, que l’on pourrait, eu égard à sa conception institutionnelle, désigner par corporatisme modéré. Dans la province de Tucumán p.ex., ce climat d’indéfinition porta une partie des milieux conservateurs à se manifester dans un document en faveur de l’intangibilité de la Constitution nationale, en particulier de son article 37 consacrant le mode d’élection de la chambre des députés, en ce compris la loi Sáenz Peña de 1912 instituant le suffrage universel — document en contradiction ouverte avec les signataires conservateurs d’un télégramme de félicitations adressé à Uriburu au lendemain de son discours ; plus particulièrement, l’idée évoquée par Uriburu d’une « sélection » comme mécanisme permettant de parvenir à une démocratie idoine où gouverneraient « les meilleurs » et « les plus aptes », paraissait à une fraction des conservateurs tucumans contraire aux droits du « peuple », auquel le suffrage universel avait permis d’atteindre à une certaine participation à la vie politique. En même temps, cette prise de position contre les paroles d’Uriburu et contre les gouvernements antérieurs à la loi Sáenz Peña comportait une critique à l’encontre des dirigeants du Partido Demócrata Nacional de Tucumán (PDNT, section locale du nouveau parti national en gestation), la plupart desquels ayant en effet appartenu à l’élite qui présida aux destinées de la province de Tucumán sous l’antique « République conservatrice ». Nombre de membres du parti émergent, s’ils acquiesçaient à la chute de l’yrigoyénisme et à la rupture de l’ordre institutionnel opérée par Uriburu, n’adhéraient pas pour autant au projet corporatiste de celui-ci, et optaient, pour revenir au pouvoir, pour la voie de la démocratie de partis et en conséquence appuieront en 1931 la candidature de Justo à la présidence.  
Toujours dans la province de Tucumán, les fractions plus jeunes ou plus « rénovatrices » des conservateurs préconisaient, pour le parti à créer, une conformation organique, avec des règles et des principes programmatiques, où la prise de décision interne incomberait à la masse des affiliés, et avec une perception claire des problèmes politiques, économiques et sociaux de leur province. Ce groupe rénovateur fut celui qui percevait le mieux la nécessité d’intégrer les propositions de réforme politique afin de s’adapter au processus en cours d’extension de la citoyenneté. Cette tendance rénovatrice, qui dès les années 1920 avait occasionné dans la province de Tucumán la fracture du camp conservateur et donné naissance à de nouvelles forces politiques, entreprendra, une fois incorporé dans le PDNT, la lutte pour l’hégémonie au sein du parti, contre la fraction plus traditionnelle du conservatisme. Cette dernière, qui coïncidait avec les anciens conservateurs de la province et entretenait des liens avec les milieux conservateurs nationaux, restera réfractaire aux idées réformistes, renâclera à faire siennes les nouvelles pratiques politiques inhérentes au jeu démocratique, et s’accrochera à sa vieille conception politique axée sur les alliances avec les élites de l’intérieur, où chaque circonscription maintiendrait son identité de parti, et avec un schéma de comportement basé sur des loyautés personnelles plus que sur des normes internes communes. En conséquence, le PDNT se constitua finalement comme une force dépourvue de cohésion, désorganisée et fragmentée, constamment menacée de dissolution, peu à la hauteur de son ambition de s’ériger en alternative politique crédible dans sa province.
Dans ce contexte d’affrontements internes et de désaccords idéologiques, il fut fort malaisé pour les hauts dirigeants du jeune parti de réaliser un consensus, davantage encore dès qu’il s’agit de s’atteler non seulement à l’organisation des effectifs, mais aussi à la construction de l’identité du parti. Cette identité néanmoins parvint à s’articuler en premier lieu sur la manifeste adhésion du parti aux idéaux de la révolution septembrienne, les chefs de file du parti reconnaissant en effet l’entière adéquation du PDN avec l’œuvre du gouvernement provisoire et se disant prêts à collaborer étroitement avec lui ; à ce titre, le PDN se présenta donc en 1931 devant l’électorat en qualité de parti officialiste.